# بردية أدون
بردية أدون Adon Papyrus، والمعروفة أيضًا باسم بردية سقارة الآرامية، هي بردية آرامية عثر عليها في عام 1942 في سقارة . تم نشره لأول مرة عام 1948 من قبل أندريه دوبونت سومر .[بحاجة لمصدر] البردية موجودة حاليًا بالمتحف المصري في القاهرة (ج. 86984 = 3483).[بحاجة لمصدر] وتعرف أيضا بالترميز KAI 266 و TAD A1.1 .

## ايضا
لوحة بالوا